# Vimines
Vimines este o comună în departamentul Savoie din sud-estul Franței. În 2009 avea o populație de 1.724 de locuitori.

## Evoluția populației
| An        | 1975 | 1982  | 1990  | 1999  | 2006  | 2009  |
| --------- | ---- | ----- | ----- | ----- | ----- | ----- |
| Populație | 862  | 1.171 | 1.351 | 1.496 | 1.634 | 1.724 |